# Christopher Birchall
Christopher Birchall (ur. 5 maja 1984 w Stafford w Wielkiej Brytanii), angielski piłkarz reprezentujący Trynidad i Tobago, grający na pozycji pomocnika.
Pomimo że Birchall urodził się w Wielkiej Brytanii, reprezentuje barwy reprezentacji Trynidadu i Tobago. Dostał obywatelstwo tego kraju z Karaibów, gdyż matka Birchalla urodziła się w Port-of-Spain. Kiedy w Trynidadzie zapytano go, dlaczego wybrał ten kraj, odpowiedział „Me Mum” („Moja Mama”). Od tego czasu Birchall nosi przydomek Me Mum.

## Kariera klubowa
Kariera klubowa Birchalla przez długi czas związana była z jednym klubem, grającym obecnie w Football League One (odpowiednik 3 ligi), Port Vale FC. W 2005 roku bramka Birchalla, zdobyta w meczu z Barnsley FC, została uznana za najpiękniejszą w całym sezonie ligi. W sierpniu 2006 po udanych dla Birchalla Mistrzostwach Świata za sumę 325 tysięcy funtów został on sprzedany do klubu Football League Championship, Coventry City. Latem 2007 wypożyczono go do szkockiego St. Mirren FC, a w 2008 roku do Carlisle United. W 2009 roku grał w Brighton & Hove Albion, a w połowie tamtego roku odszedł do klubu Major League Soccer, Los Angeles Galaxy. Występował tam przez trzy sezony. Następnie, w sezonie 2012 grał w innym zespole MLS – Columbus Crew.
W 2013 roku Birchall wrócił do Port Vale, grającego w League Two. W sezonie 2012/2013 awansował z nim do League One. W 2016 roku odszedł z klubu.

## Kariera reprezentacyjna
Birchall trafił do reprezentacji Trynidadu i Tobago w dość dziwny sposób. Otóż w rozmowie pomeczowej z zawodnikiem reprezentacji i Wrexham AFC, Dennisem Lawrence’em wyjawił właśnie o swojej matce i niebawem trafił do reprezentacji Socca Warriors. W reprezentacji zadebiutował 25 maja 2005 roku w wygranym 4:0 meczu z Bermudami stając się tym samym pierwszym od blisko 60 lat białym piłkarzem w reprezentacji Trynidadu i Tobago. Został także pierwszym białym, który zdobył bramkę dla wyspiarzy w oficjalnym meczu.
Dla selekcjonera Leo Beenhakkera Birchall jest teraz na tyle ważnym graczem, że powołany został do reprezentacji na Mistrzostwa Świata w Niemczech. W pierwszym meczu z reprezentacją Szwecji Trynidad i Tobago zaprezentował się wyśmienicie remisując w historycznym meczu 0:0, a pomógł w tym także Birchall. Jednak po porażkach z Anglią (0:2) oraz Paragwajem (0:2) reprezentacja Trynidadu i Tobago wróciła do domu po fazie grupowej.